# David Boilat
L'abbé David Boilat (23 avril 1814 - 19 décembre 1901) est l'un des premiers prêtres catholiques du Sénégal et l'un des premiers écrivains sénégalais à avoir décrit l'histoire et la société de son temps.

## Biographie
Né le 23 avril 1814 à Saint-Louis (Sénégal) d'un père français et d'une mère Sénégalaise signare, il est envoyé en formation en France pour se préparer à devenir enseignant au Sénégal. Premier prêtre métis, avec Jean-Pierre Moussa et Arsène Fridoil, il est ordonné en 1840.
Le gouverneur Louis-Édouard Bouët-Willaumetz lui demande de prendre la direction de l'enseignement en 1843. Il va créer un établissement secondaire mais face à des difficultés avec le personnel enseignant, il se retire en 1845, accusé d'immoralité par d'autres congrégations.

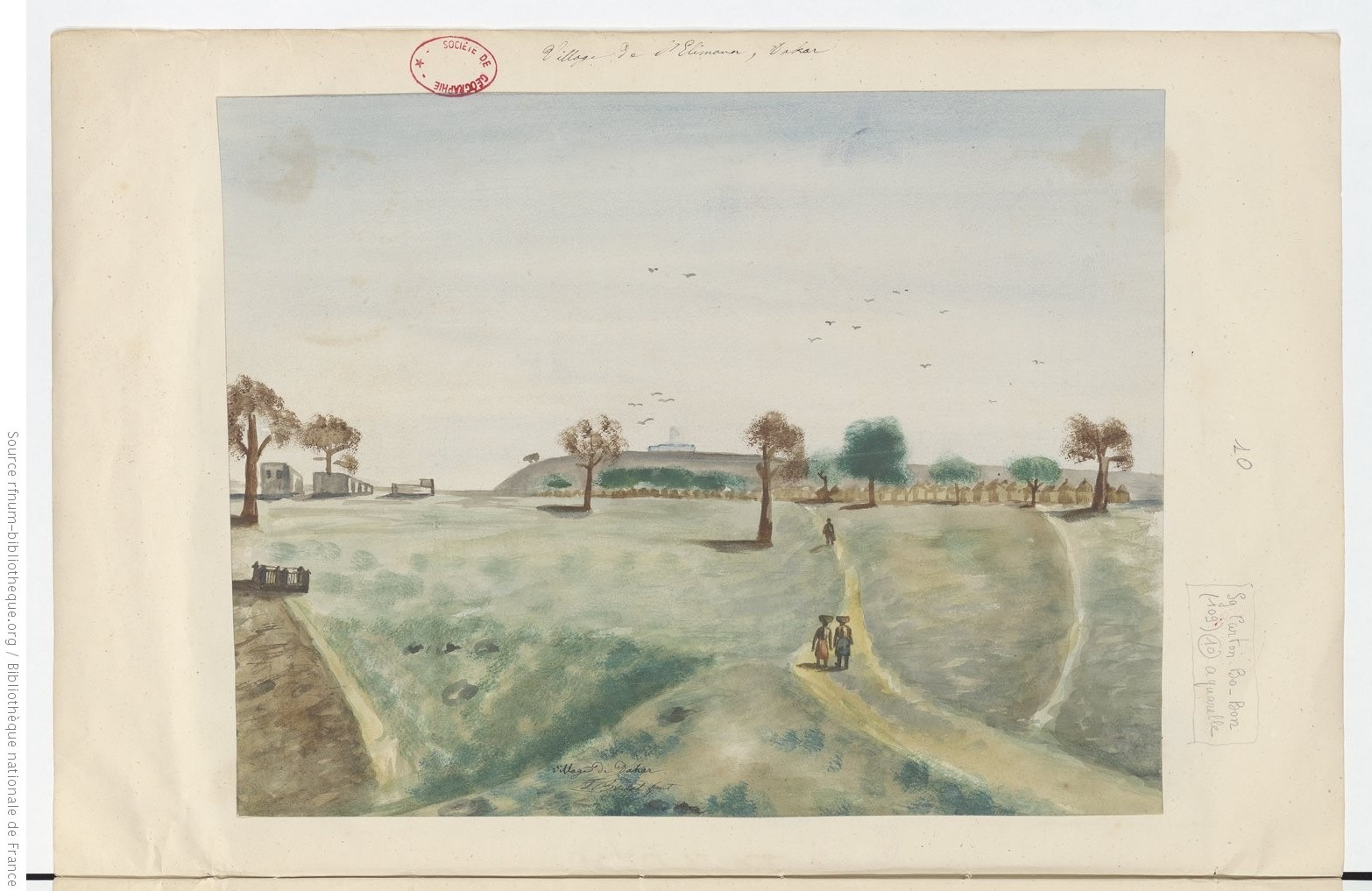
Une aquarelle du Voyage à Joal.

David Boilat est considéré comme l'un des premiers écrivains sénégalais qui a pu écrire sur les us et coutumes de son pays. Par sa double culture et sa connaissance du wolof et du sérère, il réalise une étude sur l'histoire du Sénégal à travers plusieurs livres. En 1843, il publie les Mœurs et coutumes des Maures du Sénégal, en langue des Maures du pays, sous la forme de trois carnets rédigés en arabe. En 1846, il écrit Voyage à Joal (un récit de voyage illustré de ses aquarelles, et dont il reprend en partie le texte par la suite dans Esquisses sénégalaises). Esquisses Sénégalaises, qu'il publie en 1853 et dont il dessine lui-même les illustrations, demeure son livre le plus connu.
En 1853, il part en France où il poursuit sa carrière de curé. Il y continue son travail sur les langues et les cultures du Sénégal. En 1858, il publie une Grammaire de la langue woloffe à Paris (Imprimerie impériale).
David Boilat meurt à Nantouillet, en France, le 19 décembre 1901.

## Œuvres
- 1843 : Mœurs et coutumes des Maures du Sénégal, en langue des Maures du pays, 23 juin 1843, recueillis par M. Paul David Boilat, prêtre sénégalais T1 ', T2 , T3
- 1846 : Voyage à Joal
- 1853 : Esquisses sénégalaises T1 ,  T2
- 1858 : Grammaire de la langue woloffe

## Esquisses sénégalaises(1853)

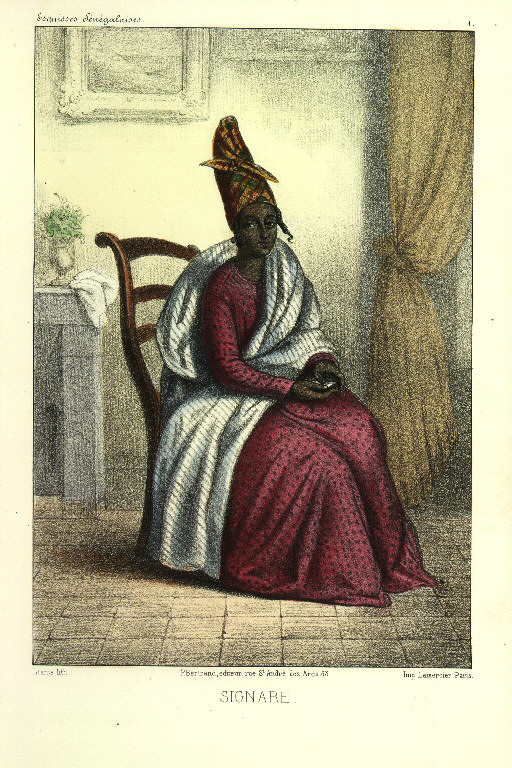
Signare.
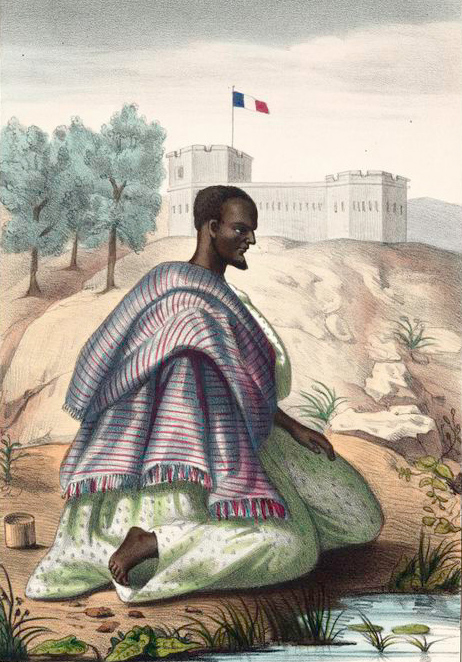
Marabout mandingue.
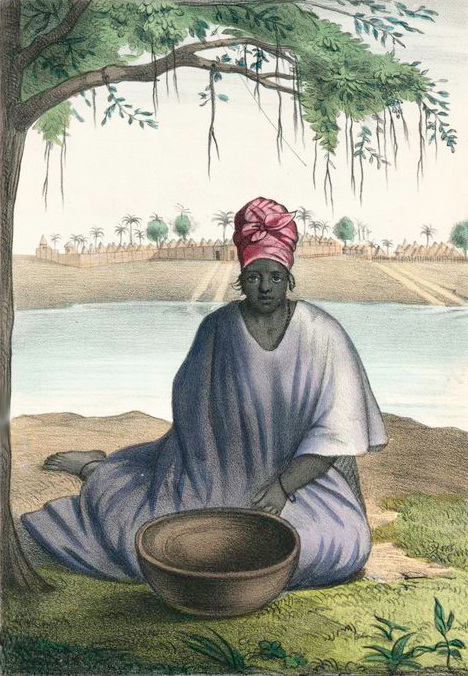
Femme mandingue.
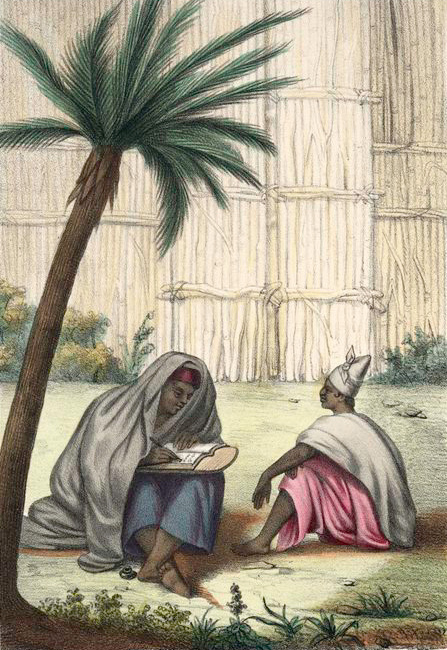
Homme et femme toucoulaures.